# مكتب سياسات وأبحاث تنمية الموارد البشرية
تأسس مكتب سياسات وأبحاث تنمية الموارد البشرية في يناير 2019، ويرتبط تنظيمياً بالديوان الملكي السعودي. يهدف المكتب إلى تعزيز دور الموارد البشرية وتنميته، من خلال عمل الدراسات والبحوث الهادفة إلى تطوير الموارد البشرية وتنميتها بشكل عام، والبحث عن الكفايات المتميزة والقيادات الواعدة وإعدادها وتطويرها مهنياً بشكل خاص.

## الأهداف
1- وضع إطار عام، للبحث عن الكفايات المتميزة والقيادات الواعدة، وآلياته التنفيذية، وتطوير وتفعيل خطط الإحلال للمناصب القيادية والحساسة.
2 - العمل على تحقيق مفهوم التعاقب والتدوير الوظيفي الفاعل في الأجهزة الحكومية.
3- تطوير وتأسيس قاعدة معلومات عن الكفايات والقيادات الوطنية في المجالات المختلفة.
4- جمع البيانات والمعلومات ذات الصلة باختصاصات المكتب والمهمات المخولة إليه، والموضوعات التي يكلف بها وأتمتة تلك البيانات والمعلومات وتوثيقها وتحليلها ومعالجتها وحفظها.
5- عمل الدراسات والبحوث والمبادرات لتطوير منظومة الموارد البشرية في الدولة.

## الاختصاصات
1- وضع إطار وضوابط خاصة بتقويم واختيار مرشحي المناصب القيادية والحساسة وبناء مراكز التقويم لتلك المناصب.
2- وضع إطار عام وضوابط خاصة بالتدريب والتطوير والتعليم لاستهداف المناصب القيادية والحساسة وتطوير بيئة وبرامج التدريب والتطوير والتعليم القيادي في الدولة.
3- تطوير نظام البحث عن الكفايات المتميزة والقيادات الواعدة في مستوياتها المختلفة.
4- بناء إطار الكفايات المتميزة والقيادات الواعدة، من خلال القياس والتقويم للأفراد والجهات الحكومية.
5- تطوير وتقديم برامج تدريبية وتعليمية نوعية، ضمن مسارات مهنية لكل فئة.
6- تقديم خدمات استشارية داعمة.
7- تقديم خدمات داعمة للإبداع والابتكار في مجال الموارد البشرية.
8- بناء شراكات مع الأجهزة الحكومية المختلفة.
9- الاستعانة بالكوادر والقدرات الوطنية المتميزة في مجالات عمل المكتب.
10- إجراء البحوث والدراسات اللازمة في الموضوعات ذات الصلة بأهداف المكتب.
11- التعاون مع مراكز البحوث والاستشارات وبيوت الخبرة على المستويين المحلي والدولي، وإبرام اتفاقات وعقود معها، في مجال عمل المكتب.
12- تنظيم الفعاليات من جلسات عمل ومؤتمرات وغيرها بالتعاون مع الجامعات والجهات المعنية والمتخصصة.
13- التواصل مع وسائل الإعلام المختلفة، والمشاركة في الأنشطة العامة، والنشر عبر الوسائط المختلفة.
14- تقديم الخدمات للقطاع العام وفقاً للإمكانات المتاحة، وتقديم الخدمات للقطاع الخاص بمقابل.
15- أي اختصاص آخر تكلفه به اللجنة.

## لجنة المكتب
للمكتب لجنة، تشكل بأمر ملكي من عدد لا يقل عن خمسة أعضاء من المختصين ومن ذوي الخبرة في مجال عمل المكتب لمدة ثلاث سنوات.